# 7,4'-二甲氧基黄酮
7,4'-二甲氧基黄酮是一种O-甲基化黄酮，分子式C17H14O4，存在于胡芦巴（Trigonella foenum-graecum）、乌洼草（Gynerium sagittatum）等植物中。